# Seymaz
Die Seymaz ist ein 15 Kilometer langer Nebenfluss der Arve im Schweizer Kanton Genf. Sie ist der einzige Fluss, der ausschliesslich auf dem Gebiet des Kanton Genf verläuft. Die Seymaz entwässert ein Gebiet von 38,43 km².

## Verlauf
Die Seymaz entspringt auf dem Gebiet der Gemeinde Collonge-Bellerive östlich des Genfersees, tritt dann aber kurze Zeit später auf das Gebiet von Meinier über. Der Fluss verläuft zuerst in südöstliche Richtung bis zur Einmündung des Baches Chambet, der in den Wäldern bei Gy entspringt. Nach dessen Einmündung fliesst der Fluss nun in südwestliche Richtung und nimmt gleich danach den kleinen Bach Chamboton auf. Er durchfliesst die Gemeinde Choulex und bildet deren äusserste südwestliche Grenze zu Puplinge. Wenig später verlässt er das Gebiet der Gemeinde Choulex und bildet nun die Grenze von Vandœuvres mit der Gemeinde Thônex und wenig später einen kleinen Teil mit der zur Gemeinde Chêne-Bourg. Der Fluss, der jetzt in südlicher Richtung verläuft, verlässt Vandœuvres und bildet nun die Grenze zwischen Chêne-Bourg und Chêne-Bougeries, bis er in die Arve mündet.